# Chef du Fianna Fáil
Le chef de Fianna Fáil (anglais : Leader of Fianna Fáil) est le plus haut responsable politique du parti politique Fianna Fáil en Irlande. Depuis le 26 janvier 2011, Micheál Martin occupe ce poste depuis la démission du Taoiseach Brian Cowen à la tête du parti.

## Leaders
| No. | No. | Nom             | Photo                       | Circonscription                                                                    | Mandat           | Mandat           | Taoiseach | Taoiseach                     |
| --- | --- | --------------- | --------------------------- | ---------------------------------------------------------------------------------- | ---------------- | ---------------- | --------- | ----------------------------- |
|     | 1   | Éamon de Valera |                             | Clare                                                                              | 23 mars 1926     | 23 juin 1959     |           | William T. Cosgrave (1922–32) |
|     | 1   | Éamon de Valera | Éamon de Valera (1932–48)   | Clare                                                                              | 23 mars 1926     | 23 juin 1959     |           |                               |
|     | 1   | Éamon de Valera | John A. Costello (1948–51)  | Clare                                                                              | 23 mars 1926     | 23 juin 1959     |           |                               |
|     | 1   | Éamon de Valera | Éamon de Valera (1951–54)   | Clare                                                                              | 23 mars 1926     | 23 juin 1959     |           |                               |
|     | 1   | Éamon de Valera | John A. Costello (1954–57)  | Clare                                                                              | 23 mars 1926     | 23 juin 1959     |           |                               |
|     | 1   | Éamon de Valera | Éamon de Valera (1957–59)   | Clare                                                                              | 23 mars 1926     | 23 juin 1959     |           |                               |
|     | 2   | Seán Lemass     |                             | Dublin South-Central                                                               | 23 juin 1959     | 10 novembre 1966 |           | Seán Lemass (1959–66)         |
|     | 3   | Jack Lynch      |                             | Cork Borough (1948–69) Cork City North-West (1969–77) Cork City (1977–81)          | 10 novembre 1966 | 7 décembre 1979  |           | Jack Lynch (1966–73)          |
|     | 3   | Jack Lynch      | Liam Cosgrave (1973–77)     | Cork Borough (1948–69) Cork City North-West (1969–77) Cork City (1977–81)          | 10 novembre 1966 | 7 décembre 1979  |           |                               |
|     | 3   | Jack Lynch      | Jack Lynch (1977–79)        | Cork Borough (1948–69) Cork City North-West (1969–77) Cork City (1977–81)          | 10 novembre 1966 | 7 décembre 1979  |           |                               |
|     | 4   | Charles Haughey |                             | Dublin North-East (1957–77) Dublin Artane (1977–81) Dublin North-Central (1981–92) | 7 décembre 1979  | 6 février 1992   |           | Charles Haughey (1979–81)     |
|     | 4   | Charles Haughey | Garret FitzGerald (1981–82) | Dublin North-East (1957–77) Dublin Artane (1977–81) Dublin North-Central (1981–92) | 7 décembre 1979  | 6 février 1992   |           |                               |
|     | 4   | Charles Haughey | Charles Haughey (1982)      | Dublin North-East (1957–77) Dublin Artane (1977–81) Dublin North-Central (1981–92) | 7 décembre 1979  | 6 février 1992   |           |                               |
|     | 4   | Charles Haughey | Garret FitzGerald (1982–87) | Dublin North-East (1957–77) Dublin Artane (1977–81) Dublin North-Central (1981–92) | 7 décembre 1979  | 6 février 1992   |           |                               |
|     | 4   | Charles Haughey | Charles Haughey (1987–92)   | Dublin North-East (1957–77) Dublin Artane (1977–81) Dublin North-Central (1981–92) | 7 décembre 1979  | 6 février 1992   |           |                               |
|     | 5   | Albert Reynolds |                             | Longford–Westmeath                                                                 | 6 février 1992   | 19 novembre 1994 |           | Albert Reynolds (1992–94)     |
|     | 6   | Bertie Ahern    |                             | Dublin Central                                                                     | 19 novembre 1994 | 7 mai 2008       |           | John Bruton (1994–97)         |
|     | 6   | Bertie Ahern    | Bertie Ahern (1997–2008)    | Dublin Central                                                                     | 19 novembre 1994 | 7 mai 2008       |           |                               |
|     | 7   | Brian Cowen     |                             | Laois–Offaly                                                                       | 7 mai 2008       | 22 janvier 2011  |           | Brian Cowen (2008–11)         |
|     | 8   | Micheál Martin  |                             | Cork South-Central                                                                 | 26 janvier 2011  | en cours         |           | Brian Cowen (2008–11)         |
|     | 8   | Micheál Martin  | Enda Kenny (2011–2017)      | Cork South-Central                                                                 | 26 janvier 2011  | en cours         |           |                               |
|     | 8   | Micheál Martin  | Leo Varadkar (2017–)        | Cork South-Central                                                                 | 26 janvier 2011  | en cours         |           |                               |

## Chef Adjoint
Le chef adjoint du Fianna Fáil est généralement un politicien de haut rang au sein du Fianna Fáil. Comme les autres chefs de partis politiques, le chef du Fianna Fáil a le pouvoir de nommer ou de renvoyer son député. Le poste n'est pas élu et est en grande partie honorifique.
| Nom                | Photo | Circonscription    | Mandat          | Mandat          | Poste(s) |
| ------------------ | ----- | ------------------ | --------------- | --------------- | --- |
| Joseph Brennan     |       | Donegal–Leitrim    | 1973            | 5 juillet 1977  | Co-ordinator of Party Policy                                                                                          |
| George Colley      |       | Dublin Central     | 5 July 1977     | 1982            | Tánaiste Minister for Finance Minister for the Public Service Minister for Tourism and Transport Minister for Energy  |
| Ray MacSharry      |       | Sligo–Leitrim      | 1982            | 1983            | Tánaiste Minister for Finance                                                                                         |
| Brian Lenihan Snr  |       | Dublin West        | 1983            | 1990            | Director of Policy and Planning Tánaiste Minister for Foreign Affairs Minister for Defence                            |
| John P. Wilson     |       | Cavan              | 1990            | 1992            | Tánaiste Minister for the Marine Minister for the Gaeltacht Minister for Defence                                      |
| Bertie Ahern       |       | Dublin Central     | 1992            | 1994            | Minister for Finance Minister for Arts, Culture and the Gaeltacht Tánaiste                                            |
| Mary O'Rourke      |       | Longford–Westmeath | 16 janvier 1995 | 28 juillet 2002 | Spokesperson on Enterprise and Employment Minister for Public Enterprise                                              |
| Brian Cowen        |       | Laois–Offaly       | 28 juillet 2002 | 7 mai 2008      | Minister for Foreign Affairs Minister for Finance Tánaiste                                                            |
| Mary Coughlan      |       | Donegal South-West | 7 mai 2008      | 31 janvier 2011 | Tánaiste Minister for Enterprise, Trade and Employment Minister for Education and Skills Minister for Health          |
| Mary Hanafin       |       | Dún Laoghaire      | 31 janvier 2011 | 15 mars 2011    | Minister for Tourism, Culture and Sport Minister for Enterprise, Trade and Innovation Spokesperson on the Environment |
| Brian Lenihan, Jnr |       | Dublin West        | 15 mars 2011    | 10 June 2011    | Spokesperson on Finance                                                                                               |
| Éamon Ó Cuív       |       | Galway West        | 4 August 2011   | 29 février 2012 | Spokesperson on Communications, Energy, Natural Resources                                                             |
| Dara Calleary      |       | Mayo               | 29 mars 2018    | 24 août 2020    | Director of Policy Development                                                                                        |